# Це кінець
«Це кінець» (англ. This is The End) — американський комедійний бойовик режисерів Евана Голдберга та Сета Рогена, сценаристів Рогена, Голдберга та Джейсона Стоунів. У США вийшов на екрани 12 червня 2013 року. У фільмі знялися Джона Гілл, Ріанна, Сет Роген, Емма Вотсон і Джеймс Франко. Джей Барушель, який також грає у фільмі, є продюсером фільму разом із Голдбергом. «Це кінець» вважається римейком фільму 2007 р. короткометражної комедії «Джей і Сет проти Апокаліпсиса» (англ. Jay and Seth Versus the Apocalypse).

## Сюжет
Джей Барушель приїжджає в Лос-Анджелес, щоб відвідати старого друга і колегу, актора Сета Рогена, він запросив Барушеля на новосілля, яке організовує Джеймс Франко. На не надто пристойну вечірку приїхали багато знаменитостей. Вони п'ють багато алкоголю, приймають наркотики, займаються сексом, а також здійснюють інші аморальні вчинки. Барушелю незручно серед такої кількості людей, він практично не знає особисто таких знаменитостей, як Джона Гілл, Крістофер Мінц-Плассе, Майкл Сера, Крейг Робінсон, Емма Вотсон і Ченнінг Татум. Роген, щоб трохи заспокоїти друга, супроводжує його в магазин за сигаретами.
У магазині промені синього світла з неба раптом несуть на небеса декількох клієнтів. Перелякані Роген і Барушель біжать у будинок Франко на тлі вибухів, автомобільних аварій, а також масового хаосу, але на вечірці сині промені нікого не чіпали. П'яні гості не вірять «вигадкам» Барушеля й оголошують його божевільним, але через кілька секунд чують зовні гуркіт. Потужний землетрус поблизу будинку Франко утворив вирву, яка веде до підземної лави. Шоковані гості бачать Голлівудські пагорби у вогні. Відкривається велика тріщина в землі, і Сера, Мінц-Плассе, Ріанна, Мінді Калінга, Азіз Ансарі, Кевін Гарт, Джейсон Сігел і Девід Крамхольц гинуть. Роген, Барушель, Франко, Хілл і Робінсон залишилися живими.
З телевізійних новин вони дізнаються, що в Лос-Анджелесі стався найбільший землетрус в історії Каліфорнії. Вважаючи, що вони — відомі актори, п'ятірка сподівається, що їх врятують. Актори проводять інвентаризацію наявних запасів і знаходять у мінімальних кількостях харчові продукти й воду, різні наркотики й раритетний револьвер Франко зі зйомок "Ескадрильї «Лафайєт». Вони створюють карткову систему, забивають двері й вікна і чекають допомогу.
Наступного ранку Денні Макбрайд, який, таємно від інших, заснув в будинку у Франко, прокидається першим. Бувши необізнаним про кризу, він витрачає більшу частину припасів. Коли інші спускаються вниз, вони бачать, як Ден з майже всіх запасів зробив сніданок. Він не вірить п'ятірці про те, що сталося, але в цей час у будинок намагається потрапити незнайомий чоловік, але його, у присутності інших, за барикадами хтось обезголовлює. Чоловіки витрачають час за розмовами, приймаючи різні препарати й намагаються зняти на відеокамеру домашнє продовження фільму «Ананасовий експрес», в якому грають більшість чоловіків із шістки. Напруженість зростає. Барушель звинувачує інших у скептицизмі й намагається довести, що у них на очах стався той самий Апокаліпсис, який передбачається в Книзі Одкровення.
Раптом раптово в будинок уривається Емма Вотсон, озброєна пожежною сокирою. Вона була дуже здивована, що хтось із її друзів залишився живий. Вона розповідає хлопцям, що коли рятувалася, чула таємничий і страшний звук, схожий на рев тварини. Через непорозуміння вона швидко йде, забираючи з собою весь запас води. Робінсон вирішує вибратися назовні у пошуках води, але його лякає щось жахливе. Група успішно здобуває воду, але хамська поведінка Макбрайда змушує інших виселити його. Макбрайд намагається вбити інших з пістолета, але він виявляється реквізитом, і Ден сердито йде з дому.
Досвід Робінсона змушує його вірити в теорію Барушеля, і що сині промені є саме Вознесіння. Робінсон разом з Барушелем викликаються добровольцями, щоб сходити в сусідні будинки на пошуки провізії. Хілла ґвалтує демон. Хілл стає демонічно одержимим і надприродно сильним. Він ганяється за Франко та Рогеном, а Робінсон і Барушель намагаються втекти від демона. Групі вдається прив'язати Хілла-демона до ліжка, але під час спроби екзорцизму, що є пародією на класичний фільм «Той, що виганяє диявола», пожежа знищує будинок і тіло Хілла, змушуючи четвірку шукати порятунок на відкритому повітрі.
Шкодуючи про помилки у своєму житті, які не повинні були пустити його на небеса, Робінсон добровільно приносить себе в жертву, щоб його друзі змогли уникнути великого крилатого демона, який літав над ними. План пройшов успішно, і Робінсон «вознісся» за його добру справу, давши надію групі. Але несподіваний натовп людожерів на чолі з Макбрайдом готуються з'їсти чоловіків. Франко аналогічним способом добровільно приніс себе в жертву. Хоча план йшов успішно, і синій промінь вже починав «підносити» Франка, його глузування над Макбрайдом змусили промінь зникнути, і канібали з'їдають Франко. Сам Сатана, масивний демон з декількома зміїними головами й гігантським пенісом, готується з'їсти Рогена і Барушеля. Вони прощаються один з одним, зізнаючись у вірній дружбі та чекають смерті. Синій промінь раптово вражає Барушеля, але присутність Рогена не дозволяє йому дістатися до Небес. Роген жертвує собою, щоб врятувати свого друга, але «возноситься» незадовго до своєї потенційної смерті.
Барушель і Роген прибувають в перлинні ворота, де Робінсон, який став ангелом, вітає їх. Він пояснює, що це — Небесний рай, де збувається будь-яке бажання, навіть покурити травичку. Барушель хоче, щоб Backstreet Boys возз'єдналися, і фільм закінчується виступом групи з піснею «Everybody (Backstreet's Back)» в раю.

## Ролі
Кожен з акторів грає самого себе у фільмі:
- Сет Роген
- Джеймс Франко
- Джона Гілл
- Джей Барушель
- Крейг Робінсон
- Денні Макбрайд
- Емма Вотсон
- Майкл Сера
- Девід Крамхолц
- Пол Радд
- Мінді Калінг
- Мартін Старр
- Кевін Гарт
- Крістофер Мінц-Плассе
- Азіз Ансарі
- Ченнінг Татум
- Ріанна
- Backstreet Boys
- Джейсон Сіґел

## Виробництво
«Кінець світу» заснований на короткометражному фільмі «Джей і Сет проти апокаліпсису», який був створений Сетом Рогеном і Джеєм Барушелем в 2007 році. Зйомки почалися у квітні 2012 року в Новому Орлеані.
Під час зйомок фільм називався «Апокаліпсис». Назву довелося змінити на «Кінець світу» (англ. The End of the World) (20th Century Fox вже володіла правами на назву «Апокаліпсис»). Фільм увійшов до постпродакшн в липні 2012 року. Пізніше назву змінено на «20 грудня 2012 року» (англ. December 20, 2012), але кінцевою назвою стало «Це кінець» (англ. This is the End).
У березні 2013 року дата релізу відсунута до 12 червня 2013 року. 1 квітня 2013 Sony випустила на честь свята Дня Дурня трейлер вигаданого фільму «Ананасовий експрес 2», який фактично був тизером до «Кінця світу».
Було підтверджено, що всі актори у фільмі будуть грати самих себе. Реліз відбувся 12 червня 2013 р.
Режисер Еван Голдберг створив гру для себе під час зйомок. Мета гри полягала в тому, щоб отримати якомога більше учасників, які б сказали «Ні, я не можу це зробити», або змусити їх відмовитися від чогось. За словами Голдберга, єдиними людьми, яких він не зміг переграти, були Джеймс Франко та Сет Роген.
Роль, яку зіграла Емма Вотсон, спочатку була написана для Міли Куніс.

## Сприйняття
Фільм отримав позитивні відгуки професійних критиків. На Rotten Tomatoes оцінка складає 83 % свіжості, на основі 212 відгуків із середнім рейтингом 7,1/10. На Metacritic фільм має середній рейтинг 67 зі 100, заснований на відгуках 41 критика.
Фільм отримав 10 нагород і 20 номінацій.

## Продовження
Коли режисера і співавтора сценарію Евана Голдберга запитали, чи є ймовірність сиквела, він сказав: "Якщо ви запитаєте мене, я б сказав, що є дуже хороші шанси на продовження. Якщо ви запитаєте Сета (Рогена), він скаже «ні». 26 червня 2013 р. Голдберг оголосив ідеї для сиквела, в якому Апокаліпсис відбувається на прем'єрі фільму «Це кінець».
29 травня 2014 р. Сет Роген розмістив статус у Twitter, сказавши: "Я не думаю, що ми будемо робити сиквел «Це кінець», але якби ми зробили, це можна було б назвати «Ні, ЦЕ кінець».

## Дубляж українською
- Студія: LeDoyen Studio[11]
- Фільм надано Columbia Pictures, дубльовано студією Le Doyen на замовлення B&H Film Distribution
- Перекладач: Олександр Шабельник
- Режисер дублювання: Іван Марченко
- Звукорежисер – Нікіта Будаш
- Звукорежисер перезапису – Боб Шевяков
- Музичний редактор – Тетяна Піроженко
- Координаторка дублювання: Ольга Боєва

Ролі дублювали:
- Сет Роґен – Роман Чорний
- Джей Барушель – Євген Локтіонов
- Джеймс Франко – Андрій Самінін
- Крейг Робінсон – Євген Лунченко
- Джона Гілл – Назар Задніпровський
- Денні МакБрайд – Юрій Ребрик
- Майкл Сера – Олександр Погребняк
- Емма Вотсон – Марина Локтіонова
- Ріанна – Ольга Цибульська

А також: Олександр Печериця, Іван Марченко, Катерина Буцька, Максим Цедзинський, Михайло Жонін, Дмитро Гаврилов, Ірина Дорошенко, Дмитро Вікулов, Андрій Твердак, Кирило Нікітенко, Петро Сова, Рима Тишкевич, Володимир Канівець, Юлія Шаповал, Катерина Башкіна, Сергій Солопай.